# Antonín Effmert
Antonín Effmert, celým jménem Antonín Jan Effmert (25. června 1832 Tábor – 28. března 1899 Praha), byl rakouský a český podnikatel a politik z Českých Budějovic, koncem 19. století poslanec Českého zemského sněmu.

## Biografie
Narodil se v Táboře. Absolvoval střední školy a věnoval se pak kupeckému podnikání. Procestoval četné evropské země a roku 1858 se usadil v Českých Budějovicích, kde si později zřídil obchodní firmu. V roce 1883 se stal předsedou českobudějovické obchodní komory.
V témže roce přišel na schůzi výboru Záložny českobudějovické s návrhem postavit pomník nedávno zesnulému českobudějovickému biskupovi Jirsíkovi. Po neúspěších při hledání vhodného veřejného prostoru pro umístění pomníku se stavěl proti návrhu Augusta Zátky, který chtěl skromnější verzi pomníku realizovat uvnitř kostela sv. Václava na Pražském předměstí. Kvůli Effmertově odporu se tak od Zátkova návrhu nakonec upustilo a nadále se vyčkávalo na příznivější politické klima v městské radě, které by umožnilo stavbu Jirsíkova pomníku na veřejném prostranství. Situace se ale neměnila k lepšímu a Antonín Effmert se tak realizace pomníku nakonec nedožil.
V 80. letech 19. století se zapojil do zemské politiky. V doplňovacích volbách v roce 1885 byl zvolen v kurii obchodních a živnostenských komor (volební obvod České Budějovice) do Českého zemského sněmu. Mandát obhájil v řádných volbách roku 1889 a volbách roku 1895. Na sněmu byl členem poslaneckého klubu staročeské strany.
Zasedal v českobudějovickém obecním zastupitelstvu a byl přísedícím obchodního senátu při krajském soudu v Budějovicích. Zastával také funkci člena Státní železniční rady a censora Rakousko-uherské banky. Zasedal v komitétu pro pořádání Jubilejní zemské výstavy v Praze roku 1891 i Národopisné výstavy českoslovanská v Praze roku 1895. Byl mu udělen Řád sv. Řehoře Velikého a získal titul císařského rady. V devadesátých letech se také podílel s dalšími předáky české komunity v Budějovicích na neúspěšném pokusu o založení českého pivovaru.
Zemřel v březnu 1899 na mrtvici v bytě svého zetě, profesora Františka Fiedlera na Zderazi v Praze. Pohřben byl v Českých Budějovicích.